# Timiriaziewskaja
Timiriaziewskaja (ros. Тимирязевская) – stacja moskiewskiego metra linii Sierpuchowsko-Timiriaziewskiej (kod 134). W pobliżu znajduje się stacja Timiriaziewskaja kolei jednoszynowej, którą można dojechać w okolice stacji WDNCh na linii Kałużsko-Ryskiej. Wyjścia prowadzą na ulice Jabłoczkowa i Fonwizina, Szosse Dmitrowskoje, peron stacji Timiriaziewskaja i do hotelu Mołodieżnaja (Молодежная).

## Konstrukcja i wystrój
Jednopoziomowa, jednonawowa stacja metra z jednym peronem. Jest to jedyna głęboka stacja tego typu w systemie metra. Stację obłożono jasnym marmurem. Podłogi wyłożono ciemnym granitem i marmurem. Na końcu stacji ustawiono wazy z kwiatami. Na środek hallu znajduje się rząd kolumn ozdobiony kutymi elementami z motywem kwiatowym.

## Odniesienia w kulturze
W jednej ze scen filmu Straż dzienna, główny bohater przechodzi przez portal i pojawia się na stacji metra. Sceny kręcono na stacji Politiechniczeskaja w Petersburgu. Po typie stacji i jej unikatowym charakterze w systemie moskiewskiego metra można jednak wnioskować, że akcja dzieje się właśnie na stacji Timiriaziewskaja.
w powieści Metro 2033 Dmitrija Głuchowskiego wspomina się, że główny bohater mieszkał na tej stacji, dopóki nie upadła zaatakowana przez szczury. W innej książce Uniwersum Metro 2033, Ciemne Tunele (Тёмные туннели), ta sama stacja jest określana jako dom satanistów.